# Pinnacle State Park and Golf Course
Der Pinnacle State Park and Golf Course ist ein State Park im Gemeindegebiet von Town of Addison, östlich des Dorfes Addison, New York, United States. Der Park bedeckt eine Fläche von 714 acre (2,89 km²) und liegt südwestlich von Corning im Steuben County.

## Geographie
Der Park liegt auf der Anhöhe oberhalb des Canisteo River, südöstlich von Addison. In seinem Zentrum liegt der Pinnacle mit ca. 520 m über dem Meer. Der Reuben Brook entspringt in der Nähe der Pinnacle Road, die als Zufahrtsstraße zum Golfplatz dient, und fließt zunächst nach Süden, wendet sich aber nach kurzem Lauf nach Westen und dann nach Norden, so dass er beinahe eine Spirale beschreibt, um endlich nördlich des Parks im Tal des Canisteo zu verlaufen, wo er nach einer Strecke von ca. 4 km in denselben mündet. Der Reuben Brook ist allerdings an vielen Stellen in der Landschaft kaum auszumachen. Er entspringt auf einem Plateau, auf dem Levi Pond und mehrere Teiche des Golfplatzes liegen.
Der McCarthy Hill state Park grenzt östlich unmittelbar an den Park an.

## Freizeitaktivitäten
Der Pinnacle State Park verfügt über Picknick-Tische, Pavillons, ein Restaurant und Möglichkeiten zum Angeln und Jagen, sowie über den Pinnacle State Golf Course mit neun Löchern und Wandermöglichkeiten auf 11 mi (18 km) Wanderwegen.
Auch ein Abschnitt des Great Eastern Trail verläuft seit 2008 im Park.